# Marie-Amélie d'Orléans (1851-1870)
Marie-Amélie d'Orléans, née María Amalia Luisa Enriqueta de Orleans y Borbón, à Séville, en Espagne, le 28 août 1851 et morte dans la même ville le 9 novembre 1870, est une infante d'Espagne et une princesse française.

## Biographie

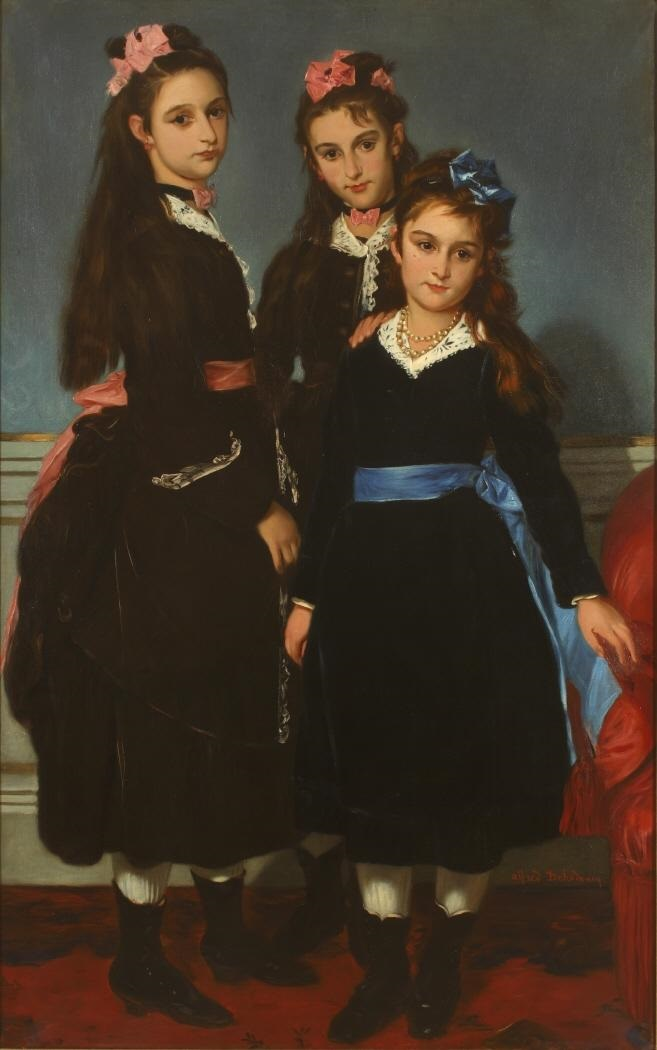
Les trois filles aînées du duc de Montpensier : Marie-Isabelle, Marie-Amélie et Marie-Christine peintes par Alfred Dehodencq (1855-1863).

Marie-Amélie, née le 28 août 1851, est la seconde fille et le second des dix enfants d'Antoine d'Orléans, duc de Montpensier et de Louise-Fernande de Bourbon, infante d'Espagne,. Du côté maternel, Marie-Amélie est la petite-fille de Ferdinand VII, roi d'Espagne, et du côté paternel, du roi des Français Louis-Philippe Ier.
Parmi ses neufs frères et sœurs, seuls cinq autres survivent à l'enfance : Marie-Isabelle (1848-1919), Marie-Christine (1852-1879), Ferdinand (1859-1873), Mercedes (1860-1878) et Antoine (1866-1930).
Elle est tenue sur les fonts baptismaux par sa grand-mère paternelle la reine Marie-Amélie de Bourbon-Siciles et son oncle paternel Henri d'Orléans, duc d'Aumale.
Ses parents s'étaient établis à Séville après la révolution de 1848 qui avait chassé du trône son grand-père. Le 20 septembre 1851, Marie-Amélie est donc présentée à la Vierge dans la cathédrale de Séville lors d'une cérémonie de caractère officiel à laquelle participent autant ses parents que les autorités politiques et religieuses de la ville.
Avant la naissance de Marie-Amélie, sa tante, la reine Isabelle II, n'ayant pas encore donné le jour à un enfant survivant, avait décrété que le fils ou la fille de sa sœur serait infant d'Espagne. Dès lors, à l'instar de Marie-Isabelle, née en 1848 et devenue infante d'Espagne en 1850, Marie-Amélie devient également infante d'Espagne le 19 août 1852,.
Sa vie se déroule principalement entre le palais de San Telmo, résidence de ses parents à Séville et les autres possessions des Orléans à Sanlúcar de Barrameda. 
Passionnée par le piano et le dessin, elle développe son talent surtout dans ce dernier art. Elle effectue plusieurs voyages en Grande-Bretagne et également en France.

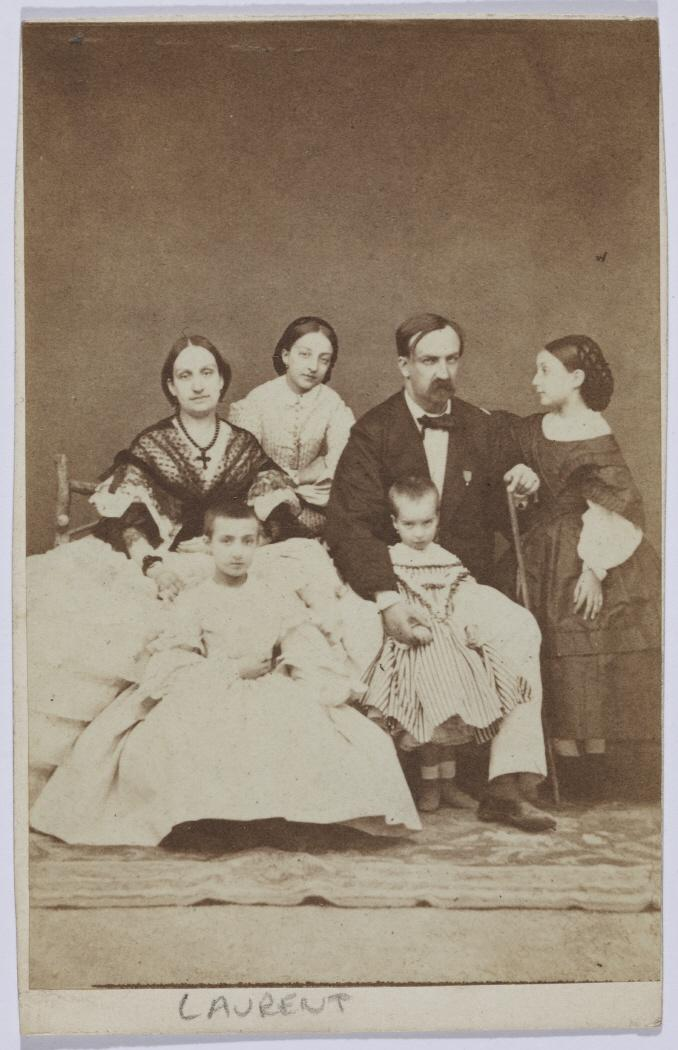
Marie-Amélie (debout à droite), ses parents et trois de ses sœurs : Marie-Isabelle, Marie-Christine et Maria de la Regla, vers 1860 par Jean Laurent.

Deux projets de mariages sont évoqués : le premier avec Auguste de Portugal et le second avec son cousin germain Ferdinand d'Orléans, duc d'Alençon, qui était tombé amoureux d'elle. 
En 1868, à la suite de la révolution espagnole, Marie-Amélie et les siens partent en exil. Sa famille s'établit successivement en France, au château de Randan, à Lisbonne, et de nouveau en France. En 1870, sa famille revient à Séville.
Marie-Amélie meurt au palais de San Telmo, à Séville, le 9 novembre 1870, à l'âge de 19 ans. Sa mort, des suites de phtisie, est attribuée à la mauvaise qualité des eaux que l'on consommait au palais. Elle est initialement inhumée dans le panthéon familial du palais de San Telmo. Sa sépulture est ensuite déplacée le 22 octobre 1887 au Panthéon des Infants du monastère de l'Escurial.

## Titres et honneurs

### Titres
- 28 août 1851 - 19 août 1852 : Son Altesse Royale la princesse Marie-Amélie de Orleans y Borbón ;
- 19 août 1852 - 9 novembre 1870 : Son Altesse Royale Marie-Amélie de Orleans y Borbón, infante d'Espagne, princesse d'Orléans[1],[2].

### Honneurs
Marie-Amélie est :
- Dame noble de l'ordre de la Reine Marie-Louise (Espagne, 28 août 1851).
- Dame noble de l'ordre de la Croix étoilée (Autriche-Hongrie).
- Dame d'honneur de l'ordre de Thérèse (royaume de Bavière).